# Coupe des clubs champions européens 1978-1979
Navigation
Édition précédente Édition suivante
La Coupe des clubs champions européens 1978-1979 a vu la victoire de Nottingham Forest. La compétition s'est terminée le 30 mai 1979 par la finale au Stade Olympique à Munich.

## Tour préliminaire
| Équipe 1  | Résultat | Équipe 2        | Aller | Retour |
| --------- | -------- | --------------- | ----- | ------ |
| AS Monaco | 3 - 2    | Steaua Bucarest | 3 - 0 | 0 - 2  |

## Seizièmes de finale
| Équipe 1             | Résultat | Équipe 2              | Aller | Retour               |
| -------------------- | -------- | --------------------- | ----- | -------------------- |
| Nottingham Forest FC | 2 - 0    | Liverpool FC          | 2 - 0 | 0 - 0                |
| Juventus             | 1 - 2    | Rangers FC            | 1 - 0 | 0 - 2                |
| Linfield FC          | 0 - 1    | Lillestrøm SK         | 0 - 0 | 0 - 1                |
| Real Madrid CF       | 12 - 0   | FC Progrès Niederkorn | 5 - 0 | 7 - 0                |
| AEK Athènes          | 7 - 5    | FC Porto              | 6 - 1 | 1 - 4                |
| Fenerbahçe           | 3 - 7    | PSV Eindhoven         | 2 - 1 | 1 - 6                |
| KF Vllaznia Shkodër  | 3 - 4    | Austria Vienne        | 2 - 0 | 1 - 4                |
| Malmö FF             | 1 - 0    | AS Monaco             | 0 - 0 | 1 - 0                |
| FC Cologne           | 5 - 2    | ÍA Akranes            | 4 - 1 | 1 - 1                |
| TJ Zbrojovka Brno    | 4 - 2    | Újpest FC             | 2 - 2 | 2 - 0                |
| Partizan Belgrade    | 2 - 2    | Dynamo Dresde         | 2 - 0 | 0 - 2 ap (4 - 6 tab) |
| Grasshopper Zurich   | 13 - 3   | Valletta FC           | 8 - 0 | 5 - 3                |
| FC Bruges            | 3 - 4    | Wisła Cracovie        | 2 - 1 | 1 - 3                |
| OB Odense            | 3 - 4    | Lokomotiv Sofia       | 2 - 2 | 1 - 2                |
| FC Haka Valkeakoski  | 1 - 4    | Dynamo Kiev           | 0 - 1 | 1 - 3                |
| Omonia Nicosie       | 2 - 2E   | Bohemian FC           | 2 - 1 | 0 - 1                |

## Huitièmes de finale
| Équipe 1          | Résultat | Équipe 2             | Aller | Retour |
| ----------------- | -------- | -------------------- | ----- | ------ |
| AEK Athènes       | 2 - 7    | Nottingham Forest FC | 1 - 2 | 1 - 5  |
| Rangers FC        | 3 - 2    | PSV Eindhoven        | 0 - 0 | 3 - 2  |
| Real Madrid CF    | 3 - 3E   | Grasshopper Zurich   | 3 - 1 | 0 - 2  |
| Dynamo Kiev       | 0 - 2    | Malmö FF             | 0 - 0 | 0 - 2  |
| Lokomotiv Sofia   | 0 - 5    | FC Cologne           | 0 - 1 | 0 - 4  |
| Bohemian FC       | 0 - 6    | Dynamo Dresde        | 0 - 0 | 0 - 6  |
| Austria Vienne    | 4 - 1    | Lillestrøm SK        | 4 - 1 | 0 - 0  |
| TJ Zbrojovka Brno | 3 - 3E   | Wisła Cracovie       | 2 - 2 | 1 - 1  |

## Quarts de finale
| Équipe 1             | Résultat | Équipe 2           | Aller | Retour |
| -------------------- | -------- | ------------------ | ----- | ------ |
| Nottingham Forest FC | 5 - 2    | Grasshopper Zurich | 4 - 1 | 1 - 1  |
| FC Cologne           | 2 - 1    | Rangers FC         | 1 - 0 | 1 - 1  |
| Wisła Cracovie       | 3 - 5    | Malmö FF           | 2 - 1 | 1 - 4  |
| Austria Vienne       | 3 - 2    | Dynamo Dresde      | 3 - 1 | 0 - 1  |

## Demi-finales
| Équipe 1             | Résultat | Équipe 2   | Aller | Retour |
| -------------------- | -------- | ---------- | ----- | ------ |
| Nottingham Forest FC | 4 - 3    | FC Cologne | 3 - 3 | 1 - 0  |
| Austria Vienne       | 0 - 1    | Malmö FF   | 0 - 0 | 0 - 1  |

## Finale
| 30 mai 1979 | Nottingham Forest | 1–0 | Malmö FF | Stade olympique de Munich                       |                                                 |
|             | Francis 45e       |     |          | Spectateurs : 57 500 Arbitrage : Erich Linemayr | Spectateurs : 57 500 Arbitrage : Erich Linemayr |
|             | Rapport           |     |          | Spectateurs : 57 500 Arbitrage : Erich Linemayr | Spectateurs : 57 500 Arbitrage : Erich Linemayr |